# 漢寿県
漢寿県（かんじゅ-けん）は中華人民共和国湖南省常徳市に位置する県。

## 概要
湖南省の省都の長沙市から100キロあまりの位置にある。元の地名を索県といい、後漢の陽嘉3年（134年）、漢寿県と改称した。後漢末には、関羽が白馬の戦いの功績で漢寿亭侯に封じられている。
魏では魏寿県、その後支配した呉では呉寿県と呼ばれたが、西晋が呉を倒すと、再び漢寿県に戻された。

## 行政区画
- 街道：竜陽街道、辰陽街道、滄浪街道、株木山街道
- 鎮：蒋家嘴鎮、岩汪湖鎮、坡頭鎮、酉港鎮、洲口鎮、罐頭嘴鎮、滄港鎮、朱家鋪鎮、太子廟鎮、崔家橋鎮、軍山鋪鎮、百禄橋鎮、西湖鎮、洋淘湖鎮、豊家鋪鎮、竜潭橋鎮
- 郷：聶家橋郷
- 民族郷：毛家灘回族ウイグル族郷